# فضل کریسمس
فضل کریسمس (به انگلیسی: Christmas Bounty)  یک فیلم تلویزیونی آمریکایی محصول سال ۲۰۱۳ به کارگردانی گیل جونگر است.
این تله فیلم از ای بی سی در تاریخ ۲۶ نوامبر ۲۰۱۳ پخش شد.

## خلاصه داستان
یک جایزه بگیر سابق که در ازای کارهای خلاف پاداش دریافت میکرد به یک معلم مدرسه ی ابتدایی تبدیل می شود. او می خواهد یک زندگی معمولی داشته باشد و گذشته اش به صورت یک راز باقی بماند. اما وقتی که او برای کریسمس به خانه‌شان بر میگردد ماجراهایی پیش می آید که...

## بازیگران
- فرانسوی رائسا به عنوان توری بل
- مایک د میز به عنوان مایک
- ویل گرینبرگ به عنوان جیمز
- چیلان سیمونز به عنوان لیز
- آوریل تلک به عنوان گیل بل
- مایکل هانوس به عنوان هاوک بل
- مالکوم استوارت در نقش گری بالانتین
- کارن کروپر به عنوان دینا بالانتین
- شان کوان به عنوان بابی

## تولید
فیلمبرداری این اثر سینمایی از آوریل سال ۲۰۱۳ آغاز شد. 